# 億
億，是漢字文化圈常用的一個數字單位。現在於中華人民共和國、中華民國、日本、大韓民國和朝鮮民主主義人民共和國使用，數值相當於100000000（108，一万万）。

## 億的定義
中文數字中，億最初是一、十、百、千、万後續10倍的數字單位下數，「億」的數值本是105。自漢代起改為108，可見於『漢書』律歴志「一億三千四百八萬二千二百九十七」的數值可見。
越南語的億（ức）數值為105的意思。108在越南於為（翻譯為一百兆、一百萬的一百倍）。
億的單位與上下數可參考下表。
| 數量級 | 十進・下數 | 萬進・中數 | 平方・上數 |
| ------ | ---------- | ---------- | ---------- |
| 104    | 萬         | 一萬       | 一萬       |
| 105    | 億         | 十萬       | 十萬       |
| 106    | 兆         | 百萬       | 百萬       |
| 107    | 京         | 千萬       | 千萬       |
| 108    | 垓         | 一億       | 一億       |
| 109    | 秭         | 十億       | 十億       |
| 10     | 穰         | 百億       | 百億       |
| 1011   | 溝         | 千億       | 千億       |
| 1012   | 澗         | 一兆       | 一萬億     |
| 1013   | 正         | 十兆       | 十萬億     |
| 1014   | 載         | 百兆       | 百萬億     |
| 1015   | 極         | 千兆       | 千萬億     |
| 1016   | 恒河沙     | 一京       | 一兆       |

## 漢数字的「億」
漢字的「億」是「意」之擬聲字，與「（にんべん）」相合。
億本來是一個「很大的數字」，本來沒有一個實際的數值。